# Petit spitz
Le petit spitz (en allemand Kleinspitz) est une variété de taille du spitz allemand, race de chien originaire d'Allemagne. Il s'agit de la variété de taille la plus petite après le spitz nain, elle admet toutes les couleurs de robe du spitz allemand.

## Historique

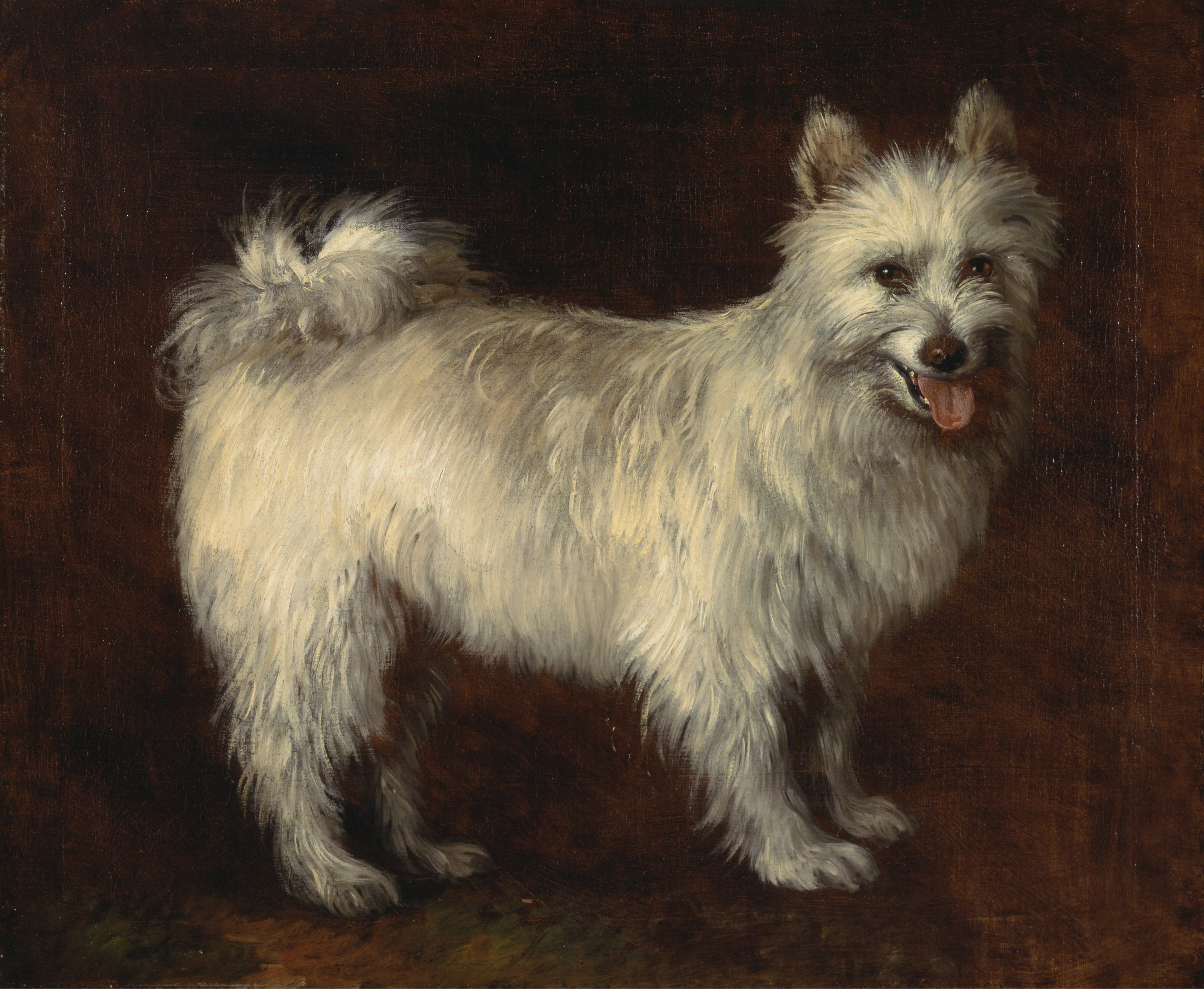
Spitz par Thomas Gainsborough (vers 1765).

Le spitz allemand descend probablement des chiens de tourbières de l’âge de la pierre. La variété naine, plus connue sous le nom de loulou de Poméranie devient populaire auprès de l'aristocratie à partir du XVIIIe siècle,. Les premiers loulou furent enregistrés dans le LOF (livre des origines français) en 1889. Ils étaient uniquement de taille moyenne et de couleur blanche. 
En France, le premier petit spitz est inscrit pour la première fois au livre des origines français (LOF) en 1935.

## Standard

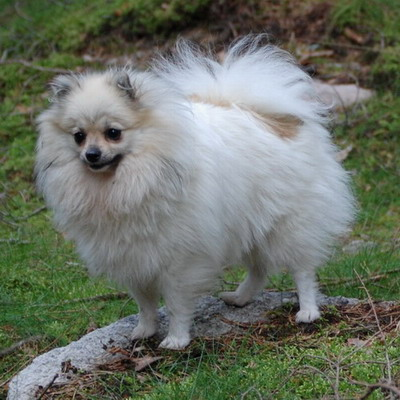
Petit spitz blanc.

Le petit spitz suit le standard du spitz allemand, qui admet cinq tailles. Avec 26 cm±3 cm de hauteur au garrot, le petit spitz représente la seconde taille la plus petite. Tous les spitz allemands ont un corps qui s'inscrit dans un carré, avec une queue attachée haut portée enroulée sur le dos. La tête en forme de coin rappelle celle du renard avec des yeux vifs de taille moyenne et de couleur foncée des petites oreilles triangulaires et bien rapprochées. L'absence d'un nombre restreint de prémolaires est toléré. Le standard précise que pour le petit spitz, le rapport entre la longueur du museau et celle du crâne est d'environ une moitié.
Tous les spitz allemands ont un pelage double : en couverture, un poil long, raide et écarté, et en sous-poil une sorte de ouate épaisse et courte. Ce double poil ne couvre pas la tête, les oreilles ni les faces antérieures des membres et les pieds, recouvert d'un poil court et dense ressemblant à du velours. Le spitz allemand possède une collerette imposante, telle une crinière et une queue en panache.
Le petit spitz admet toutes les couleurs du spitz allemand :
- Le noir : le sous-poil et la peau sont de couleur foncée. La couleur est noir laqué sans trace de blanc et sans marque quelconque.
- Le marron : il s'agit d'un marron foncé uniforme.
- Le blanc : blanc pur, sans ombre aucune, sans nuance jaunâtre sur les oreilles.
- L'orange : couleur orange uniforme dans une nuance moyenne.
- Le gris-loup : Le poil est gris argenté charbonné, c'est-à-dire que l'extrémité du poil est noire. Le museau et les oreilles sont foncés. La crinière et la région des épaules est plus claire. En dessous des coudes et des genoux, les membres sont gris argenté sans taches noires exception faite du « pencilling »[4]. La pointe de la queue est noire. La face inférieure de la queue et les culottes sont gris argenté clair. Un dessin caractéristique en « branche de lunette » apparait sur le visage : une ligne noire allant en biais de l'angle externe de l'œil au point d'attache inférieur de l'oreille, associé à des hachures nettes et des dégradés ombrés formant des sourcils courts et expressifs.
- Les autres couleurs : autres teintes que celles ci-dessus.Cela comprend le crème, le crème-zibeline, l'orange-zibeline, le noir et feu et le panaché (robe particolore).

## Caractère
Le spitz allemand est décrit dans le standard FCI comme attentif, vif et attaché à son maître. Il est facile à éduquer bien que méfiant envers les inconnus. L'instinct de chasse est absent. Il est assez peureux mais peu agressif. Il est très vif et aime jouer.